# 第25師団 (日本軍)
第25師団（だいにじゅうごしだん）は、大日本帝国陸軍の師団の一つ。

## 沿革
満州に駐屯していた2個連隊と内地の1個連隊を以って1940年（昭和15年）7月に満州の東寧で編成され、林口に駐屯する。第5軍隷下で関東軍特種演習（関特演）に参加する。1945年（昭和20年）3月に転用が決まり、本土決戦に備え宮崎県小林に移駐。連合軍と交戦することなく終戦を迎える。

## 師団概要

### 歴代師団長
- 桑原四郎 中将：1940年（昭和15年）8月1日 - 1941年（昭和16年）10月15日
- 赤柴八重蔵 中将：1941年（昭和16年）10月15日 - 1943年（昭和18年）10月29日
- 加藤怜三 中将：1943年（昭和18年）10月29日 - 終戦

### 歴代参謀長
- 小原重孝 歩兵大佐：1940年（昭和15年）8月1日 - 1942年3月2日[1]
- 白木真澄 大佐：1942年（昭和17年）3月2日 - 終戦[2]

### 所属部隊
師団創設時
- 師団司令部
- 第25歩兵団
  - 第25歩兵団司令部
  - 歩兵第14連隊（小倉）
  - 歩兵第40連隊（鳥取）
  - 歩兵第70連隊（篠山）
- 騎兵第75連隊（堺）
- 山砲兵第15連隊（信太山）
- 工兵第25連隊（高槻）
- 輜重兵第25連隊（堺）
- 第25師団通信隊
- 第25師団兵器勤務隊
- 第25師団制毒隊
- 第25師団防疫給水部
- 第25師団病馬廠
- 第25師団野戦病院

終戦時
- 歩兵第14連隊（小倉）：鎌浦留次大佐
- 歩兵第40連隊（鳥取）：愛甲立身大佐
- 歩兵第70連隊（篠山）：石川条吉大佐
- 山砲兵第15連隊：原捷吉大佐
- 工兵第25連隊：藤村忠明中佐
- 輜重兵第25連隊：新村理市大佐
- 第25師団通信隊：南口喜秋中尉
- 第25師団兵器勤務隊：安田商一郎大尉
- 第25師団衛生隊：河合好雄中佐
- 第25師団野戦病院：鳥山治正軍医少佐
- 第25師団防疫給水部：鳥山治正軍医少佐
- 第25師団制毒隊：服部進大尉
- 第25師団病馬廠：苧毛功大尉